# Pitcairnia cuzcoensis
Pitcairnia cuzcoensis är en gräsväxtart som beskrevs av Lyman Bradford Smith. Pitcairnia cuzcoensis ingår i släktet Pitcairnia och familjen Bromeliaceae. Inga underarter finns listade i Catalogue of Life.